# واسیلیس کنستانتاکوپولوس
واسیلیس کنستانتاکوپولوس (یونانی: Βασίλειος Κωνσταντακόπουλος؛ ۲۹ ژوئن ۱۹۳۵ – ۲۵ ژانویهٔ ۲۰۱۱) کارآفرین اهل یونان بود، که در سال ۱۹۷۵ شرکت کوستاماری را تأسیس کرد.